# حمله ۲۰۲۲ ابوظبی
حمله ۲۰۲۲ ابوظبی یک حمله علیه سه تانکر حامل نفت در منطقه المصفح و محوطه ساخت‌وسازهای جدید در فرودگاه بین‌المللی ابوظبی، امارات متحده عربی بود که توسط جنبش حوثی‌ها با استفاده از هواپیماهای بدون سرنشین، موشک‌های بالستیک و موشک‌های کروز انجام شد.
این عملیات توسط حوثی‌ها «عملیات طوفان یمن» (عربی: عملية إعصار اليمن) نامیده شد.

## زمینه
از سال ۲۰۱۴، یمن درگیر جنگ داخلی است. شورشیان توسط شورای عالی سیاسی رهبری می‌شوند که عمدتاً توسط جنبش اسلامگرای شیعه موسوم به حوثی‌ها تشکیل و رهبری می‌شود. این نیروها مخالف دولت عبدربه منصور هادی هستند. یک ائتلاف به رهبری عربستان سعودی، شامل امارات متحده عربی، در سال ۲۰۱۵ برای حمایت و کمک به نیروهای دولتی هادی مداخله کرد. عربستان سعودی و حامیانش، جمهوری اسلامی ایران را به حمایت و استفاده از حوثی‌ها برای جنگ نیابتی در یمن متهم کرده‌اند که ایران آن را رد کرده است. امارات نقش مهمی در جنگ ایفا می‌کند و به شبه نظامیان طرفدار دولت از جمله نیروهای العمالقه (عربی: الویة العمالقة) که مجموعه‌های شبه نظامی در یمن هستند که از سال ۲۰۱۷ میلادی تحت فرماندهی ائتلاف سعودی سازماندهی شده و در جنگ یمن مشارکت دارند، کمک می‌کند. در طول درگیری‌ها در یمن، که بزرگ‌ترین بحران انسانی جهان محسوب می‌شود، حوثی‌ها حملات متعددی را در خارج از یمن، عمدتاً علیه عربستان سعودی، انجام داده‌اند. تعداد بسیار کمی از حملات آنها در خارج از عربستان سعودی و یمن انجام شده است. در حالی که حوثی‌ها به‌طور مداوم ادعا می‌کردند که حملات متعددی را در سراسر امارات قبل از ۲۰۲۲ سازماندهی کرده‌اند، این ادعاها توسط مقامات اماراتی رد شد.
در سال ۲۰۱۹، نیروهای حوثی اعلام کردند که به تأسیسات نفتی عربستان سعودی حمله کرده‌اند. در سال ۲۰۲۰، ایالات متحده در تلافی آنچه که آن را تهدیدی برای منطقه می‌دانست، سرلشکر ایرانی قاسم سلیمانی را در عملیات عملیات آذرخش کبود (۲۰۲۰) ترور کرد که باعث بی‌ثباتی بیشتر در خاورمیانه شد.
در سال ۲۰۲۱، جو بایدن، حوثی‌ها را از فهرست سازمان‌های تروریستی ایالات متحده خارج کرد. بایدن دلیل اینکار را قادر ساختن غیرنظامیان یمنی به دریافت کمک‌های بشر دوستانه توصیف کرد.

## ماجرا
در ساعت ۱۰ صبح روز دوشنبه ۱۷ ژانویه ۲۰۲۲ (۲۷ دی)، چندین هواپیمای بدون سرنشین به‌طور همزمان به سه تانکر حامل نفت در یک پالایشگاه نفت برای ادنوک (شرکت ملی نفت ابوظبی) در منطقه المصفح و محوطه ساخت‌وسازهای جدید در فرودگاه بین‌المللی ابوظبی حمله کردند. یک سخنگوی ارتش حوثی گفت: این گروه در این حمله از «تعداد زیادی» پهپاد و پنج موشک بالستیک استفاده کرده است. امارات نیز اعلام کرد در این حمله چندین موشک و پهپاد رهگیری شد.
پلیس امارات تأیید کرده که انفجار تانکرهای سوخت در پایتخت امارات متحده عربی، سه نفر کشته (دو هندی و یک پاکستانی) و شش مجروح که هویت آنها نامعلوم می‌باشد، برجا گذاشته است درحالیکه آتش‌سوزی فرودگاه بدون تلفات بود.